# ثویبه

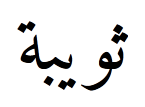
نوشتار

ثویبه (به عربی: ثُوَیْبَة) از صحابیات و اولین پرستار محمد پیامبر اسلام بود. نام او «سزاوار پاداش خداوند است» معنا می‌دهد. او همچنین به نام ثویبه اسلامیه شناخته شده‌است.